# هنری جرج فارمر
هنری جرج فارمر (به انگلیسی: Henry George Farmer) (۱۷ ژانویه ۱۸۸۲ – ۳۰ دسامبر ۱۹۶۵) موسیقی‌دان اهل بریتانیا بود که به‌طور خاص در حوزهٔ موسیقی عربی متخصص بود. او در آثارش به شدت مدافع نقش قدرتمند اسلام در شکل‌گیری سنت‌های موسیقی اروپا بود.

## زندگینامه
فارمر در ۱۷ ژانویه ۱۸۸۲ در سربازخانهٔ کرینکیل، که حدود یک مایل جنوب شهر بیر در شهرستان افلی کشور ایرلند قرار دارد به دنیا آمد. پدر او نیز هنری جرج فارمر نام داشته (زادهٔ ۱۸۴۸ و درگذشتهٔ ۱۹۰۰) و در سپاه شاهزادهٔ ولز افسر گردان بود. انضباط نظامی محیطی که هنری در آن رشد کرد می‌تواند دلیلی برای موفقیت‌های بعدی او باشد. فارمر در کودکی نواختن پیانو و ویولن را به خوبی فرا گرفت و برای کلارینت و کورنت هم آموزش‌هایی دریافت کرد. در اکتبر ۱۸۹۴ زمانی که فارمر تنها ۱۲ سال سن داشت، به کالج موسیقی راه یافت و نهایتاً در زمینهٔ تئوری و عملی موسیقی ویولن مدرک گرفت. پس از آن او به لندن رفت تا نزد مارک اندروز موسیقی‌دان انگلیسی به‌طور خصوصی تعلیمات خود را ادامه دهد. فارمر از ۱۴ سالگی تا ۲۹ سالگی در گروه موسیقی توپخانهٔ سلطنتی ساز می‌زد و به همراه همین گروه برای اولین بار به اسکاتلند رفت. به سبب علاقه‌ای که به اسکاتلند پیدا کرده بود، بعد از جدا شدن از گروه موسیقی سلطنتی او به گلاسگو رفت و در آنجا به اجرای موسیقی در تئاتر شهر پرداخت. در همین دوره به تألیف و ترجمهٔ آثار مختلف در زمینهٔ موسیقی نیز مشغول شد و به موسیقی عربی نیز علاقه‌مند شد. فارمر از ۱۹۱۸ تا ۱۹۲۶ در دانشگاه گلاسگو مشغول به تحقیق بود و نهایتاً موفق به کسب مدرک دکترا از این دانشگاه شد.

## فعالیت‌ها

### موسیقی عربی
پس از آن که یکی از کتاب‌های فارمر به نام رشد و نمو موسیقی نظامی که در سال ۱۹۱۲ در لندن به چاپ رسیده بود مورد ستایش قرار گرفت، یکی از ناشران لندن به وی پیشنهاد داد که کتابی از فرانسیسکو سالوادور-دانیل به نام موسیقی عربی، رابطه‌اش با موسیقی یونان و آواز گریگوری را از فرانسوی به انگلیسی ترجمه کند. از آنجا که این اولین مواجههٔ او با موسیقی عربی بود، به پیشنهاد ناشر و برای آن که بتواند به انتهای کتابی فصلی برای آشنایی با مفاهیم موسیقی عربی اضافه کند، به کتابخانهٔ دانشگاهی گلاسگو رفت. فارمر پس از مطالعهٔ آثار مختلف در مورد موسیقی عربی که به فرانسوی و آلمانی بودند دریافت که بین این آثار تناقضاتی وجود دارد، لذا تصمیم گرفت که زبان عربی یاد بگیرد تا بتواند رساله‌های موسیقی عربی را در زبان اصلی‌شان بخواند (شایان ذکر است که پدر فارمر نیز زبان عربی و هندوستانی را به‌طور روان صحبت می‌کرد).
در آوریل ۱۹۳۲، فارمر در کنگره موسیقی عربی در قاهره شرکت کرد. در آن زمان، فارمر به خاطر آثار مختلفی که راجع به موسیقی عربی نوشته بود، به خصوص کتابی با عنوان تأثیر موسیقی عربی روی موسیقی اروپا شناخته شده بود. از همین رو از او در کنار برخی موسیقی‌دانان غیر عرب دیگر (نظیر رادولف درلانژه و رئوف یکتا بی) دعوت شد که در این کنگره شرکت کنند. در این کنگره او دبیر کمیسیون تاریخ و متون بود و به‌طور روزانه با دیگر اعضای کمیسیون تشکیل جلسه می‌داد.

### موسیقی ایرانی
اگر چه فارمر در اصل یک محقق موسیقی عربی بود، اما در نیمهٔ اول قرن بیستم او به تحقیق در مورد موسیقی ایرانی نیز پرداخت. حاصل این پژوهش‌ها در دو مقالهٔ مهم وی، یکی با عنوان «مدهای قدیمی ایرانی» و دیگری با عنوان «آلات موسیقی در نقش‌برجستههای طاق بستان» منعکس شدند. این مقالات اگر چه راجع به موسیقی معاصر ایران نبودند، اما جزو تنها آثار آکادمیک راجع به موسیقی ایرانی بودند که در این دوره منتشر شدند..

## آثار

### کتاب‌ها
- Farmer, Henry George (1912). The Rise & Development of Military Music. London: W. Reeves.
- Farmer, Henry George (1925). The Arabic Musical Manuscripts in the Bodleian Library: A Descriptive Catalogue With Illustrations of Musical Instruments. London: W. Reeves.
- Farmer, Henry George (1925). The Arabian Influence on Musical Theory. London: H. Reeves.
- Farmer, Henry George (1925). Byzantine Musical Instruments in the Ninth Century. London: Harold Reeves.
- Farmer, Henry George (1929). A History of Arabian Music to the XIIIth Century. London: Luzac & Co.
- Farmer, Henry George (1930). Historical Facts for the Arabian Musical Influence. Ayer Publishing. ISBN 0-405-08496-X.
- Farmer, Henry George (1931). The Organ of the Ancients, From Eastern Sources (Hebrew, Syriac and Arabic). London: W. Reeves.
- Farmer, Henry George (1939). Studies in Oriental Musical Instruments. Glasgow: The Civic Press.
- Farmer, Henry George (1940). The Sources of Arabian Music: An Annotated Bibliography of Arabic Manuscripts Which Deal With the Theory, Practice, and History of Arabian Music. Bearsden, Scotland, issued privately by the author.
- Farmer, Henry George (1945). Concerts in 18th Century Scotland. J.C. Erskine.
- Farmer, Henry George (1945). The Glen Collection of Musical Instruments. Glasgow.
- Farmer, Henry George (1945). The Minstrelsy of The Arabian Nights: A Study of Music and Musicians in the Arabic Alf laila wa laila. Bearsden, Scotland (issued privately).
- Farmer, Henry George (1947). A History of Music in Scotland. Hinrichsen Edition. ISBN 0-306-71865-0.
- Farmer, Henry George (1950). Music Making in the Olden Days: The Story of the Aberdeen Concerts, 1748-1801. New York: Peters-Hinrichsen Edition.
- Farmer, Henry George (1951). Cavaliere Zavertal and the Royal Artillery Band. London: Hinrichsen Edition, lcd. , Museum House
- Farmer, Henry George (1953). Oriental Studies, Mainly Musical. London, New York: Hinrichsen Edition.
- Farmer, Henry George (1954). History of the Royal Artillery Band, 1762-1953. London: Royal Artillery Institution.
- Farmer, Henry George (1955). The Song Captions in the Kitab al-aghani al-kabir. London: H. Baron.
- Farmer, Henry George (1959). Bernard Shaw's Sister and Her Friends: A New Angle on G.B.S. Leiden: E. J. Brill.
- Farmer, Henry George (1965). Handel's Kettledrums, and Other Papers on Military Music. London: Hinrichsen.
- Farmer, Henry George (1959). The Science of Music in the Mafatih Al-Ulum. Reprinted from the Transactions of the Glasgow University Oriental Society, v. 17.
- Farmer, Henry George (1965). Al-Farabi's Arabic-Latin Writings on Music in the Ihsa al-`ulum. New York: Hinrichsen Edition.
- Farmer, Henry George (1965). British Bands in Battle. New York, London: Hinrichsen.

### مقاله‌ها
- Farmer, Henry George (1925). The Influence of Music: From Arabic Sources. Proceedings of the Musical Association, 52nd Session, pp. 89–124.
- Farmer, Henry George (1926). The Old Persian Musical Modes. The Journal of the Royal Asiatic Society of Great Britain and Ireland, n. 1 (January 1926), pp. 93-95.
- Farmer, Henry George (1928). 'Turkoman Music' (letter to the editor). The Musical Times, v. 69, no. 1027 (September 1928), p. 833.
- Farmer, Henry George (1929). Music in Mediæval Scotland. Proceedings of the Musical Association, 56th Session, pp. 69–90.
- Farmer, Henry George (1930). Greek Theorists of Music in Arabic Translation. Isis, v. 13, no. 2 (February 1930), pp. 325–333.
- Farmer, Henry George (1930). Orchestral Drum-Names (letter to the editor). The Musical Times, v. 71, no. 1050 (August 1930), p. 740.
- Farmer, Henry George (1931). A Sample of Musical Biography (letter to the editor). The Musical Times, v. 72, no. 1063 (September 1931), p. 833.
- Farmer, Henry George (1931). British Musicians a Century Ago. Music & Letters, v. 12, no. 4 (October 1931), pp. 384–392.
- Farmer, Henry George (1936). A Forgotten Composer of Anthems: William Savage (1720-89). Music & Letters v. 17, no. 3 (July 1936), pp. 188–199.
- Farmer, Henry George (1938). The Instruments of Music on the Ṭāq-i Bustān Bas-Reliefs. The Journal of the Royal Asiatic Society of Great Britain and Ireland, n. 3 (July 1938), pp. 397-412.
- Farmer, Henry George (1939). Unknown Birthdays of Some Georgian Musicians. Music & Letters, v. 20, no. 3 (July 1939), pp. 299–303.
- Farmer, Henry George (1943). Some Notes on the Irish Harp. Music & Letters, v. 24, no. 2 (April 1943), pp. 100–107.
- Farmer, Henry George (1945). An Historic March. Music & Letters, v. 26, no. 3 (July 1945), pp. 172–177.
- Farmer, Henry George (1946). 'Ghosts': An Excursus on Arabic Musical Bibliographies. Isis, v, 36, no. 2 (January 1946), pp. 123–130.
- Farmer, Henry George (1949). Crusading Martial Music. Music & Letters, v. 30, no. 3 (July 1949), pp. 243–249.
- Farmer, Henry George (1949). Music Down Below. The Musical Times, v. 90, no. 1279 (September 1949), pp. 307–309.
- Farmer, Henry George (1961). Birr man recalls sixty years of a town's musical traditions. Midland Tribune,
- Farmer, Henry George (1962). Monster Kettledrums. Music & Letters, v. 43, no. 2 (April 1962), pp. 129–130.
- Farmer, Henry George (1962). ʿAbdalqādir ibn Ġaibī on Instruments of Music. Oriens, v. 15 (December 1962), pp. 242–248.

## یادداشت
1. ↑  The Old Persian Modes
2. ↑  The Instruments of Music on the Ṭāq-i Bustān Bas-Reliefs